# Cassa delle agate
La Cassa delle agate è una cassa-reliquiario che si trova nella Camera Santa della Cattedrale del Santo Salvatore di Oviedo.
Venne donata alla Cattedrale del Santo Salvatore, nel 910, dall'infante Fruela delle Asturie, figlio di Alfonso III il Magno, e da sua prima moglie, Munia Jiménez di Navarra.
È considerata, insieme alla Croce della Vittoria, alla Croce degli Angeli e all'Arca di San Genadio, una delle quattro opere maggiori dell'oreficeria preromanica asturiana.

## Storia
Quando la cassa venne donata, Alfonso III il Magno e la sua moglie, la regina Jimena delle Asturie, che avevano donato alla Cattedrale di Oviedo la Croce della Vittoria, erano ancora in vita.
Nel 1934, durante la Rivoluzione delle Asturie, la Camera Santa di Oviedo venne danneggiata dai rivoluzionari, e le reliquie e gli oggetti in essa conservati, incluse la Croce degli Angeli, l'Arca Santa e la Cassa delle agate, subirono gravi danni e dovettero essere restaurati nel 1942. Tuttavia il restauro è stato considerato, da diversi storici, come uno stupro dei principi archeologici, artistici e storici, poiché, in alcuni casi, i danni sono stato riparati senza prendere precauzioni che consentissero, successivamente, di differenziare gli elementi originali da quelli aggiunti.
Nel 1977 venne perpetrato un furto nella Cattedrale di Oviedo. La Cassa delle agate venne sottratta e successivamente recuperata, sebbene la targa posta nella parte superiore del suo coperchio non fu trovata fino al 1989. Per via dei gravi danni subiti dovette essere restaurata dalla Commissione per il restauro dei Gioielli Storici della Camera Santa della Cattedrale di Oviedo, creata per riparare i danni causati dal furto del 1977. La commissione ha poi consegnato la Croce degli Angeli e la Cassa delle agate alla cattedrale, il 14 settembre 1985, ed entrambi gli oggetti sono tornati nella Camera Santa di Oviedo.

## Descrizione

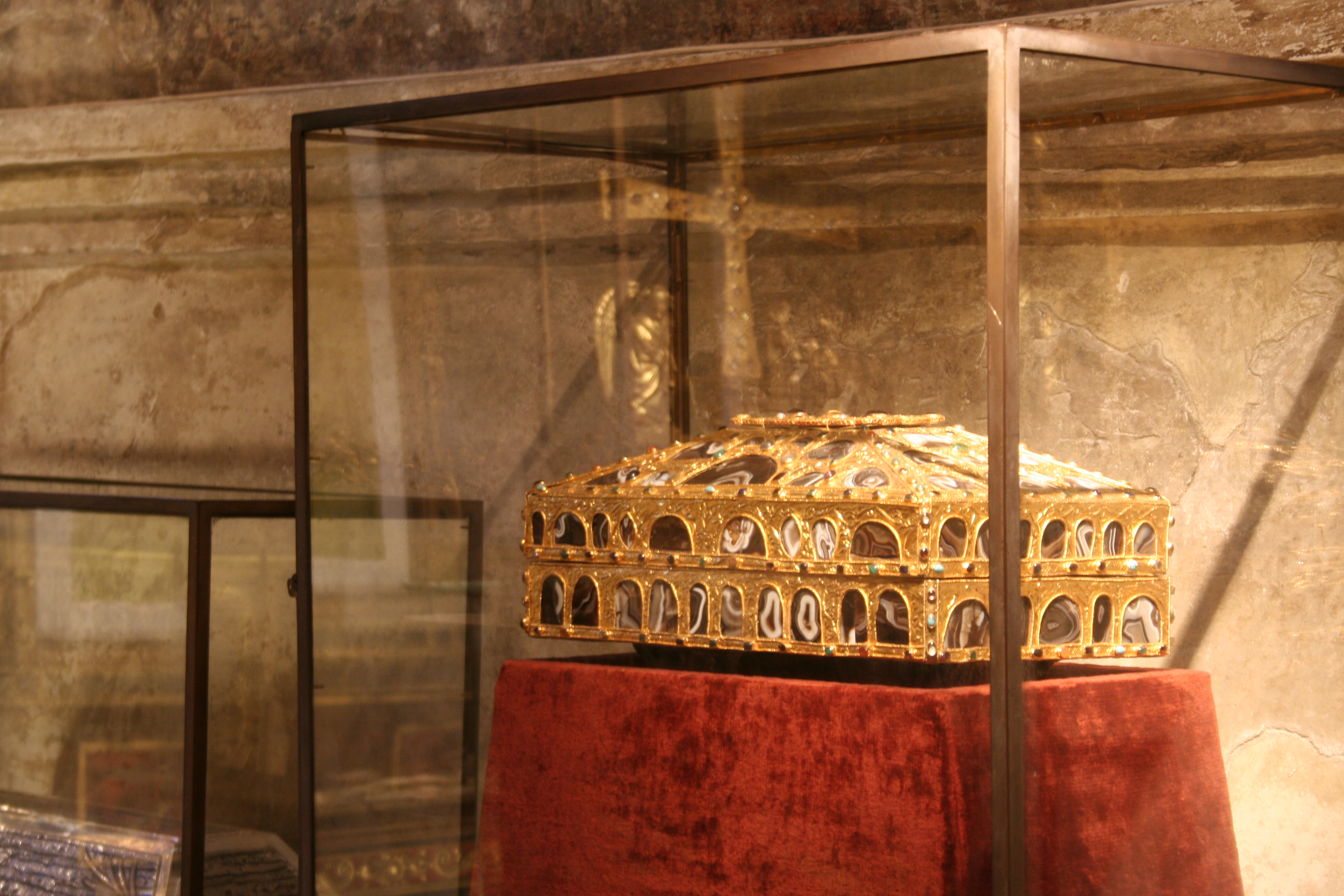
La Cassa delle agate.

Si tratta di un reliquiario in legno di cipresso di forma rettangolare, anche se i lati del suo coperchio, che ha forma piramidale rettangolare troncata, sono inclinati e sormontati da una targa disposta orizzontalmente. Le dimensioni della cassa sono di 16,5 × 42,4 × 27,1 cm. La targa collocata sul suo coperchio misura 150 × 100 mm. Il peso totale della Cassa è di 7420 g.
Ad eccezione della base e della targa posta sul coperchio, la cassa è ricoperta da lamine d'oro sbalzato e ornata da temi floreali stilizzati. Nelle lamine d'oro che la ricoprono presenta novantanove intarsi, la maggior parte dei quali a forma di arco a ferro di cavallo, semicircolare, ribattuto o semiellittico, ma ne presenta anche ellissoidali di forma irregolare e di diverse dimensioni. I novantanove intarsi sui lati e sul coperchio della cassa sono realizzati con lastre di agata rigata di 3 mm. di spessore, e sono queste a dare il nome alla cassa.
I lati della cassa sono divisi in due livelli, separati dall'apertura che separa la cassa dal coperchio, e sono ornati da bordi rettilinei e obliqui, sbalzati, alternati a gemme. Parte delle duecentododici gemme sono state sostituite.
Il fondo della cassa è in argento massiccio ed è attaccato ad essa da centoventinove chiodi. In esso si trova l'iscrizione che contiene i nomi dei donatori e una rappresentazione del Tetramorfo. I quattro simboli degli evangelisti compaiono attorno ad una rappresentazione stilizzata della Croce della Vittoria, anch'essa conservata nella Santa Camera di Oviedo, e donata alla cattedrale di Oviedo da Alfonso III il Grande, e da sua moglie, la regina Jimena delle Asturie, nel 908. Nel fondo sono presenti anche quattro semisfere, con orlo filettato, che fungono da supporto per la cassa, alla quale sono fissate mediante chiodini.
La targa posta nella parte superiore del coperchio è più antica del resto. Vari autori sostengono che questa targa potrebbe essere una cintura franca, realizzata nell'VIII secolo, o una spilla reliquiario in stile carolingio, scolpita intorno all'VIII o IX secolo. La base della targa è in oro ed è circondata da celle tramezzate contenenti frammenti di granato, che si estendono all'interno di essa formando motivi curvilinei. Nei quattro angoli sono presenti quattro gemme in cabochon con bordo semicircolare, altre quattro nelle pareti lunghe, tre nell'asse maggiore e una al centro. Gli spazi disadorni della targa sono stati riempiti con smalti policromi che formano draghi stilizzati, quadrupedi, uccelli, pesci, rettili e alberi. Sulla targa c'erano 655 granati, 4 perle, 12 smalti e 13 cabochon.
Per il suo formato e stile c'è qualche relazione con l'Arca di San Genadio, che fu donata dal re Alfonso III il Magno a San Genadio, vescovo di Astorga tra gli anni 900 e 919.

## Iscrizioni nella base

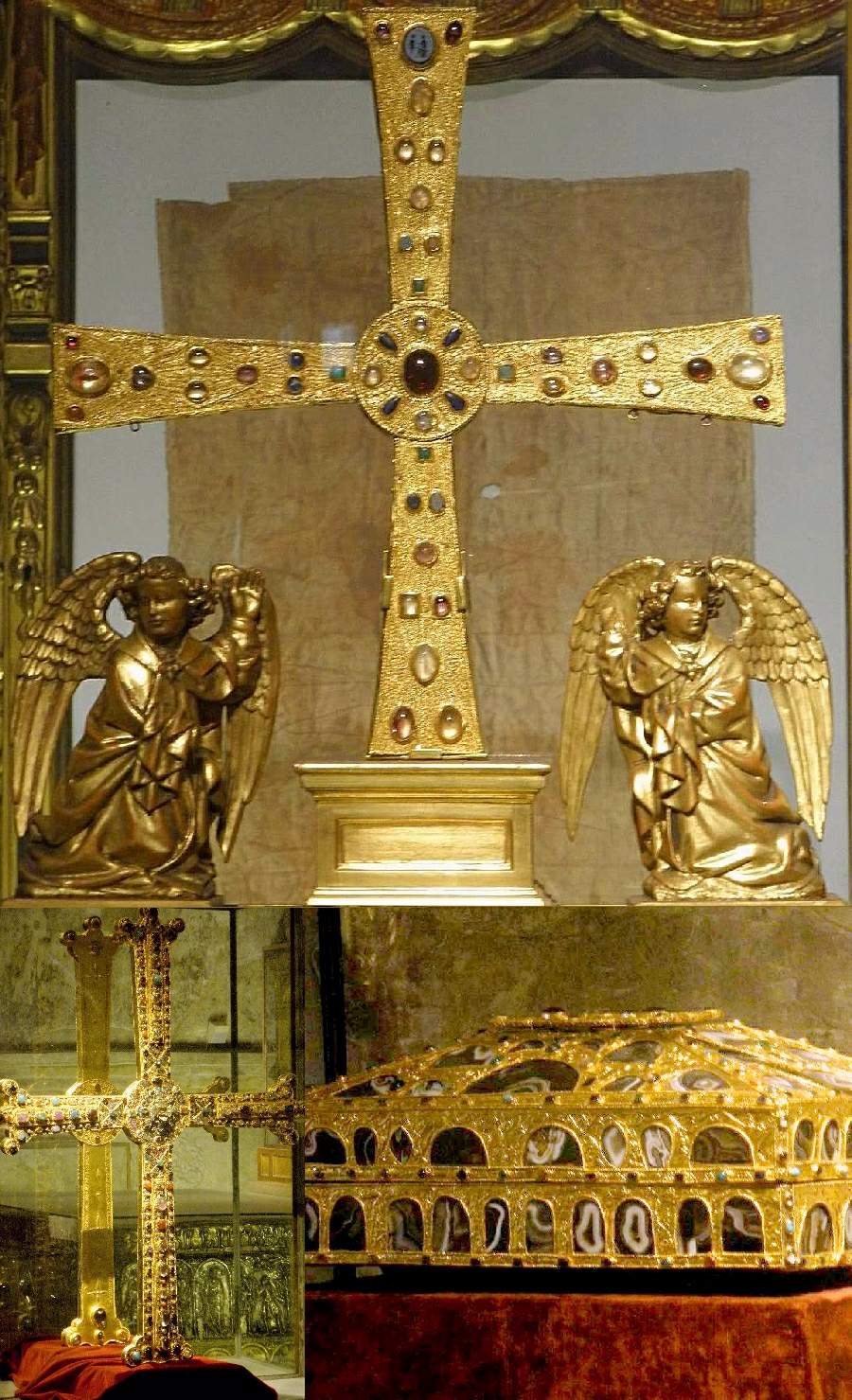
La Cassa delle agate, la Croce della Vittoria e la Croce degli Angeli (Camera Santa di Oviedo).

Nella base della Cassa delle agate, realizzata in argento massiccio, sono state incise, con un punzone, le seguenti iscrizioni latine:
- Lato corto superiore:

"SVSCEPTVM PLACIDE MANEAT HOC IN HORE DI QVOD"
- Lato lungo destro (dal punto di vista dell'osservatore):

"OFFERVNT FAMVLI XPI FROILA ET NVNILO COGNOMENTO / SCEMENA HOC OPVS PERFECTVM ET CONCES"
- Lato corto basso:

"SVM EST SCO SALVATORI OVETENSIS QVISQVIS"
- Lato lungo sinistro (dal punto di vista dell'osservatore):

"AVFERRE HOC DONARIA NSA PRESVNSERI FVLMINE DIVINO / INTEREAT IPSE OPERATVM EST ERA DCCCCXLVIII"